# Rudolph W. Giuliani
Rudolph William Louis „Rudy” Giuliani (Brooklyn, New York, 1944. május 28. –) amerikai jogász, üzletember és politikus New York államból. 1994 és 2001 között New York polgármestere volt. A  2008-as amerikai elnökválasztáson sikertelenül indult a Republikánus Párt elnökjelöltségéért.
Polgármestersége alatt sikeresen vezette be New Yorkban a Law-and-Order-politikát, ami a zéró tolerancia stratégiához vezetett (ez a bűnözés csökkentését jelenti minden bűnözői kategóriában).